# Guernica y Luno
Guernica y Luno (oficialmente en euskera: Gernika-Lumo) es un municipio de Vizcaya, en la comunidad autónoma del País Vasco, España, perteneciente a la comarca de Busturialdea y enmarcado en el área natural de Urdaibai. Tiene 17 016 habitantes (INE 2019), una extensión de 8,47 km² y una densidad de 1909 habitantes/km² y es una de las localidades más pobladas de la comarca junto con Bermeo.
El municipio de Guernica y Luno surge en el siglo XIX tras la unión administrativa de la anteiglesia de Luno y de la villa de Guernica, fundada a su vez en terrenos pertenecientes a Luno, aunque cada entidad conservó su derecho propio; la anteiglesia el derecho foral de la Tierra Llana de Vizcaya, y la villa el derecho común castellano.
Guernica y Luno alberga el lugar donde se reunían las Juntas Generales de Vizcaya, bajo el roble conocido como árbol de Guernica, símbolo de las libertades de los vizcaínos y donde antiguamente, los señores de Vizcaya, tras recibir su título, venían a jurar el respeto del fuero de Vizcaya.
El 26 de abril de 1937, durante la guerra civil española, la ciudad fue bombardeada por la Legión Cóndor, unidad aérea de la Luftwaffe al servicio de la causa franquista. Inspirado en estos hechos, Pablo Picasso pintó su obra Guernica presentada en la Exposición Internacional de París de 1937. En la Segunda Guerra Mundial, los voluntarios vascos que participaron en la brigada Carnot de las Fuerzas Francesas del Interior tomaron el nombre de batallón Guernica.124 civiles fueron las víctimas del ataque alemán a una población indefensa y sin instalaciones militares.

## Geografía
La villa está situada a 10 m de altitud, en la comarca de Busturialdea, en el valle del río Oca, a orillas de la ría de Guernica, que forma el río Oca en su desembocadura y es el corazón de la reserva de la biosfera de Urdaibai. El relieve, sucesión de valles y montes que siguen la dirección NW-SE, está determinado estructuralmente por el anticlinal Norte de Vizcaya.
Guernica tiene limite con los siguientes municipios:
|                 | Norte: Forua, Cortézubi, Arrazua y Navarniz |                |
| Oeste: Rigoitia |                                             | Este: Ajánguiz |
|                 | Sur: Múgica                                 |                |

## Historia

### Guernica
En terrenos de la anteiglesia de Luno, el infante extremeño Tello de Castilla, señor de Vizcaya, fundó el 28 de abril de 1366 la villa de Guernica. La villa se asentaba en la encrucijada formada por los caminos de Bermeo a Durango y de Bilbao a Elanchove y Lequeitio. Su ubicación es un punto estratégico donde confluyen, además de los caminos citados, una vía natural importante, como es la ría que el río Oca forma en su desembocadura y sirve de conexión con el mar, abriendo una importante vía de comunicación. Los barcos podían acceder hasta la casa del Puerto de Suso desde el puerto marítimo de Mundaca. La fundación parece estar basada en razones mercantiles, donde el puerto es relevante.
En la carta puebla fundacional de la villa se hace referencia a esta característica.

Sepan cuantos esta carta privilegio vieren, cómo yo, Don Tello, con placer de todos los vizcainos, fago en Guernica poblacion e villa que se dice Puerto de Guernica .../... otrosi mando que non debes portazgo ni treintazgo ni precio de nave nin bagel, nin de otra mercancia, que venga e vaia de este lugar de Guernica
Urdaibairen memoria

Con el tiempo adquirió una tipología urbanística típica de villa vasca, constituida por una serie de calles paralelas cortadas en ángulo recto por otra transversal y por las iglesias que se hallaban ubicadas en los extremos del recinto urbano.
En Guernica, que en el siglo XV alcanzaba 5,8 ha y contaba con unos 865 habitantes, el núcleo central estaba formado por cuatro calles paralelas: Goienkale (calle de Arriba), Azokekale (calle del mercado), Artekale (calle del Medio) y Barrenkale (calle de Dentro o Interior), y una transversal, denominada Santa María.
La vida de la villa, con una rígida normativa municipal encaminada a preservar los privilegios de la pequeña burguesía dominante, permaneció con escasas alteraciones a lo largo de los siglos XVI y XVII.
En el siglo XVIII tenía el contorno de la villa 749 casas regulares, con las calles ya comentadas, además de una plaza en el centro, donde se erguía el edificio del ayuntamiento. Había una cárcel pública para el castigo de los malhechores de todo el Señorío y un hospital y casa de misericordia para acoger a los vecinos pobres de la villa.
La estructura de los edificios, con abundantes entramados de madera, hacían frecuentes los incendios (1521, 1537 y 1835), a los que habría que añadir las inundaciones importantes que sufría la villa cuando coincidía el temporal de lluvias con la pleamar. Frente a estas desgracias naturales, el ritmo diario del guerniqués transcurría entre las actividades agrícolas (cultivo de cereal, productos hortícolas y árboles frutales), artesanales (herreros, sastres, zapateros, fabricación de lino...) y comerciales (transporte y venta de mercancías).
Estos siglos se caracterizaron por el constante enfrentamiento de la villa con su vecina, la anteiglesia de Luno, por problemas jurisdiccionales de límites, que no se solucionaron hasta el año 1882, en que ambas poblaciones se unieron para dar origen a Guernica y Luno.

### Luno
La primera mención de la anteiglesia de San Pedro de Luno data de 1051 en el cartulario de San Millán de la Cogolla y dice así:

Et ego Garsia nutu Dei pontifex cum consensu
clericorum meorum simili tenore donatione confirmati-
oneque, promitto et condono praefactu Santa Marie
canobio illas tertia de
Udai Balzaga, et de Luno,
et de Gernica, et de Gorritiz en naiuso,
et de Vermeio, et de MundaKa et Busturi
assuso, ad intgritate confirmo
donandapar eterna secula, amen.

Tenía voz y voto en las Juntas Generales de Guernica con el asiento número 6 y perteneció a la audiencia territorial de Burgos, y a la diócesis de Calahorra hasta 1851, cuando pasó a la diócesis de Vitoria.
Los continuos conflictos sobre límites con la vecina villa de Guernica llevaron a la antinatural unión de una villa con una anteiglesia el 8 de enero de 1882, con gran reticencia por parte de la anteiglesia. Como ejemplo, el día de la unión, el por entonces alcalde de Luno, al grito de «Viva la anexión» del alcalde de Guernica, respondió con «Vívala...».

### Después de la anexión
En 1913 comienza la industrialización del municipio, impulsada por el magnate Juan Tomás Gandarias con la ubicación en la villa de la empresa eibarresa Esperanza y Unceta en terrenos y pabellones cedidos por el ayuntamiento. La industrialización fue producto del impulso modernizador del entonces alcalde Isidoro de León y Arreguia, y el apoyo de personajes influyentes del municipio. La entrada de «Esperanza y Unceta» en Guernica se realizó mediante un traslado integral de la empresa, que incluyó el traslado de toda la plantilla desde Éibar a Guernica con un fuerte choque cultural y social. Los obreros eibarreses tenían una muy arraigada conciencia de clase y se identificaban con las ideas socialistas y del Movimiento obrero, mientras que la población de Guernica era socialmente conservadora y eminentemente rural, con una fuerte presencia de la religión católica. Este contraste se evidenció con la primera huelga que se produjo en el municipio entre septiembre y octubre de 1913, la conocida huelga de 1913, que terminó con la vuelta prácticamente de la totalidad de la plantilla de Esperanza y Unceta a Éibar.
Después de esta primera empresa se crearon otras como Talleres de Guernica S.A., S.A. Alkartasuna o Joyería y Platería de Guernica S.A. que hicieron crecer la población de una manera constante, pasando de los 4500 habitantes de 1920 a los 6000 de 1936.
Durante la guerra civil española las tropas golpistas son detenidas en el Frente Norte en una línea que viene a coincidir con la frontera entre Guipúzcoa y Vizcaya en septiembre de 1936. Con la llegada de la primavera de 1937 se produce el avance de estas tropas, que contaban con apoyos de los Gobiernos de Alemania e Italia, que tenían tropas destacadas en España. El 26 de abril de 1937 se produce el bombardeo de Guernica por la Legión Cóndor, unidad aérea de la Luftwaffe alemana y por la Aviazione Legionaria italiana. Durante cuatro horas aproximadamente los aviones alemanes redujeron a escombros la ciudad entera. Este bombardeo indiscriminado contra la población civil, junto al realizado días antes en Durango, sería el inicio de la estrategia bélica conocida como Guerra total. El hecho se produjo un lunes, día de mercado, y el objetivo fue la población civil, que resultó bombardeada y ametrallada. Ni la fábrica de armas Unceta y Cía. ni la Casa de Juntas y el Árbol, resultaron dañados (es de destacar el hecho de que cuando las tropas rebeldes tomaron la villa, los requetés montaron guardia de honor en torno al Árbol como símbolo de los fueros y las tradiciones).
Pablo Picasso se inspiró en este hecho para realizar el cuadro titulado Guernica, en respuesta a un encargo del Gobierno español para el pabellón de España en la Exposición Internacional de París de 1937.
Al sufrir en la guerra una destrucción superior al 85 %, fue una de las poblaciones que fueron incluidas en el Servicio Nacional de Regiones Devastadas y Reparaciones.
En 1966 se celebró el VI Centenario de la Fundación de la villa. El monumento a D. Tello de la plaza de los Fueros, obra del escultor guerniqués Agustín Herranz, conmemora tal efeméride.
En 1987 se celebró el 50 aniversario del bombardeo, juntamente con el precongreso de la Asociación Mundial de Ciudades Mártires, que celebraría posteriormente su congreso en Madrid y que reunió a representantes de todo el mundo. Guernica y Luno participa desde entonces en dicha asociación. El año siguiente, 1988, se inauguró el monumento Gure Aitaren Etxea, de Eduardo Chillida, y en 1990 se emplazaba a su lado la obra del escultor inglés Henry Moore Large Figure in a Shelter. Ambos conjuntos monumentales expresan el símbolo de Guernica y Luno como Ciudad de la Paz.

## Demografía
Guernica y Luno cuenta con una población de 17 033 habitantes (INE 2024).
| Gráfica de evolución demográfica de Guernica entre 1842 y 1877 |
| |
| Población de derecho según los censos de población del INE Población de hecho según los censos de población del INEEntre el censo de 1887 y el anterior, este municipio desaparece porque se integra en el municipio 48046 (Guernica y Luno) |

| Gráfica de evolución demográfica de Guernica y Luno entre 1887 y 2021 |
| |
| Población de derecho según los censos de población del INE Población de hecho según los censos de población del INEEn estos censos se denominaba Guernica y Luno: 1897, 1900, 1910, 1920, 1930, 1940, 1950, 1960, 1970, 1981 y 1991 Entre el censo de 1950 y el anterior, crece el término del municipio porque incorpora a 48501 (Ajanguiz) Entre el censo de 1970 y el anterior, crece el término del municipio porque incorpora a 48507 (Arrazua de Vizcaya), 48512 (Cortezubí), 48518 (Forua), 48529 (Murueta) y 48530 (Navarniz) Entre el censo de 1991 y el anterior, disminuye el término del municipio porque independiza a 48906 (Forua), 48907 (Cortézubi), 48908 (Murueta), 48909 (Nabarniz) y 48911 (Ajanguiz) Entre el censo de 2001 y el anterior, disminuye el término del municipio porque independiza a 48914 (Arratzu). En el año 1996 Entre el censo de 1887 y el anterior, aparece este municipio porque se fusionan los municipios 48521 (Guernica) y 48526 (Luno) |

## Administración y política
El actual alcalde es José María Gorroño Etxebarrieta, de Guztiontzako Herria. José María Gorroño es alcalde desde 2007. La última vez en ser reelegido fue el 17 de junio de 2023, a pesar de no liderar la lista más votada fue elegido con 11 votos (mayoría absoluta) seis de su partido Guztiontzako Herria y cinco del PNV frente a los seis logrados por José Ramón Bilbao (EH Bildu). La composición del pleno fue debido a los resultados electorales del 28 de mayo de 2023, correspondientes a las últimas elecciones municipales.
| Cargo                       | Persona                         | Partido                    |
| --------------------------- | ------------------------------- | -------------------------- |
| Alcalde                     | José María Gorroño Etxebarrieta | Euzko Abertzaleak          |
| Primera teniente de alcalde | María Uribe Gerendiain          | Partido Nacionalista Vasco |
| Segundo teniente de alcalde | Iñaki Gorroño Etxebarrieta      | Euzko Abertzaleak          |
| Tercer teniente de alcalde  | Alberto Azueta Gandarias        | Euzko Abertzaleak          |
| Cuarta teniente de alcalde  | Ana Hormaetxe Ugalde            | Partido Nacionalista Vasco |
| Quinta teniente de alcalde  | Leire Bidaguren Pujana          | Euzko Abertzaleak          |

| Partido político                                              | 2023  | 2023       | 2023  | 2015  | 2015       | 2011  | 2011       | 2007  | 2007       | 2003        | 2003        | 1999  | 1999       | 1995  | 1995       |
| Partido político                                              | %     | Concejales | Votos | %     | Concejales | %     | Concejales | %     | Concejales | %           | Concejales  | %     | Concejales | %     | Concejales |
| Euskal Herria Bildu (EH Bildu)-Bildu                          | 33,49 | 6          | 2844  | 33,59 | 6          | 62,76 | 12         | —     | —          | —           | —           | —     | —          | —     | —          |
| Guztiontzako Herria (G. Herria)                               | 30,95 | 6          | —     | —     | —          | —     | —          | —     | —          | —           | —           | —     | —          | —     |            |
| Euzko Alderdi Jeltzalea-Partido Nacionalista Vasco (EAJ-PNV)  | 29,44 | 5          | 2500  | 57,50 | 11         | 24,68 | 5          | 28,72 | 5          | 55,64       | 10          | 38,74 | 7          | 37,86 | 7          |
| Partido Socialista de Euskadi-Euskadiko Ezkerra (PSE-EE PSOE) | 2,96  | 0          | 252   | 4,15  | 0          | 4,14  | 0          | 6,02  | 1          | 6,83        | 1           | 6,45  | 1          | 7,77  | 1          |
| Elkarrekin Podemos                                            | 1,24  | 0          | 106   | —     | —          | —     | —          | —     | —          | —           | —           | —     | —          | —     |            |
| Partido Popular del País Vasco (PP)                           | 0,88  | 0          | 75    | 2,03  | 0          | 3,44  | 0          | 3,87  | 0          | 7,47        | 1           | 7,18  | 1          | 6,97  | 1          |
| Aralar                                                        | —     | —          | —     | —     | —          | 2,98  | 0          | —     | —          | —           | —           | —     | —          | —     | —          |
| Ezker Batua-Berdeak (EB-B)                                    | —     | —          | —     | —     | —          | 0,86  | 0          | 6,04  | 1          | 3,72        | 0           | 1,48  | 0          | —     | —          |
| Eusko Alkartasuna (EA)                                        | —     | —          | —     | —     | —          | —     | —          | 30,03 | 6          | 25,39       | 5           | 21,58 | 4          | 24,08 | 4          |
| Eusko Abertzale Ekintza-Acción Nacionalista Vasca (EAE-ANV)   | —     | —          | —     | —     | —          | —     | —          | 23,59 | 4          | —           | —           | —     | —          | —     | —          |
| Euskal Herritarrok (EH)-Herri Batasuna (HB)                   | —     | —          | —     | —     | —          | —     | —          | —     | —          | Ilegalizado | Ilegalizado | 23,73 | 4          | 21,14 | 4          |

## Cultura

### Tradiciones

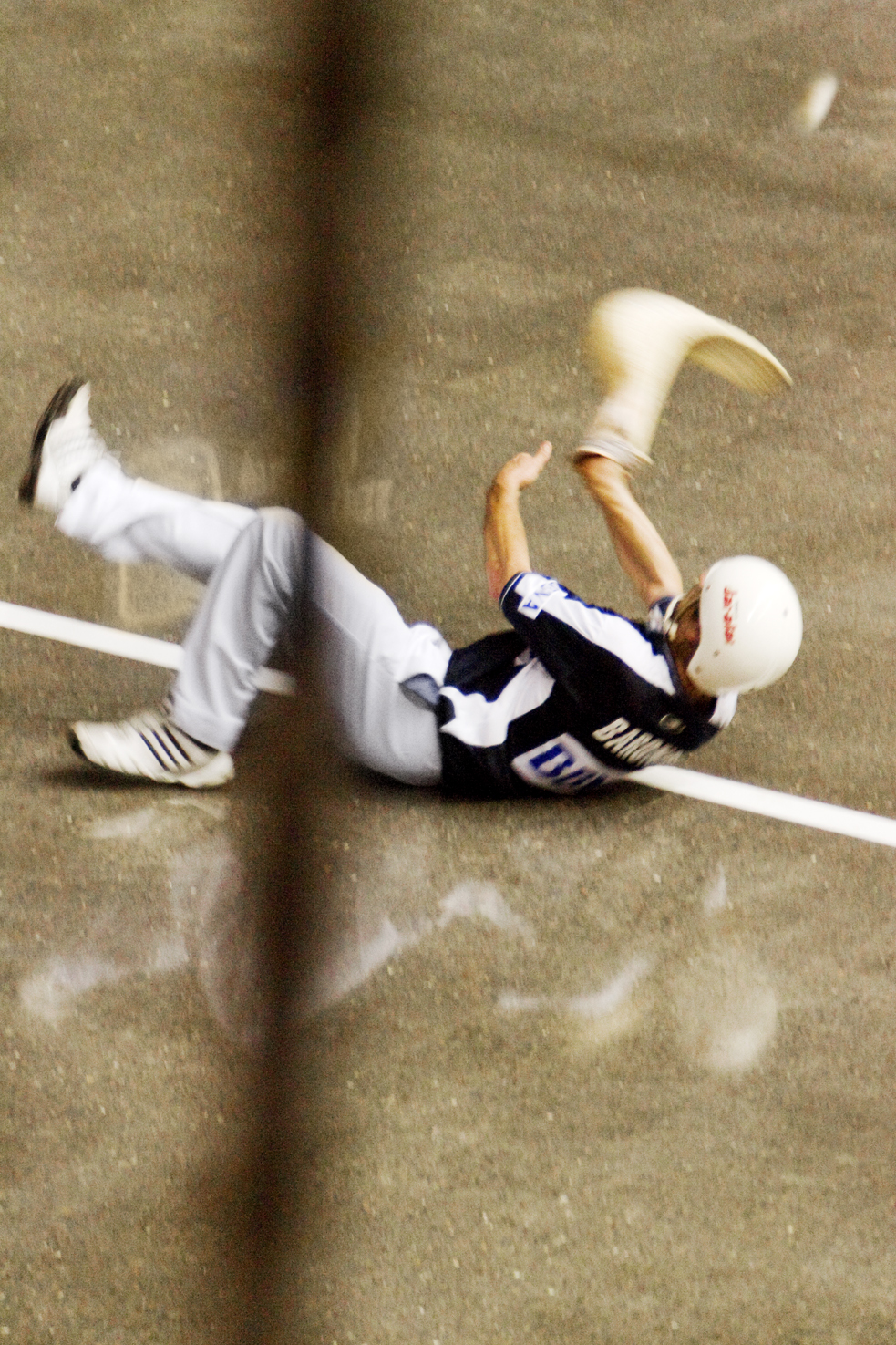
Cesta punta espectacular

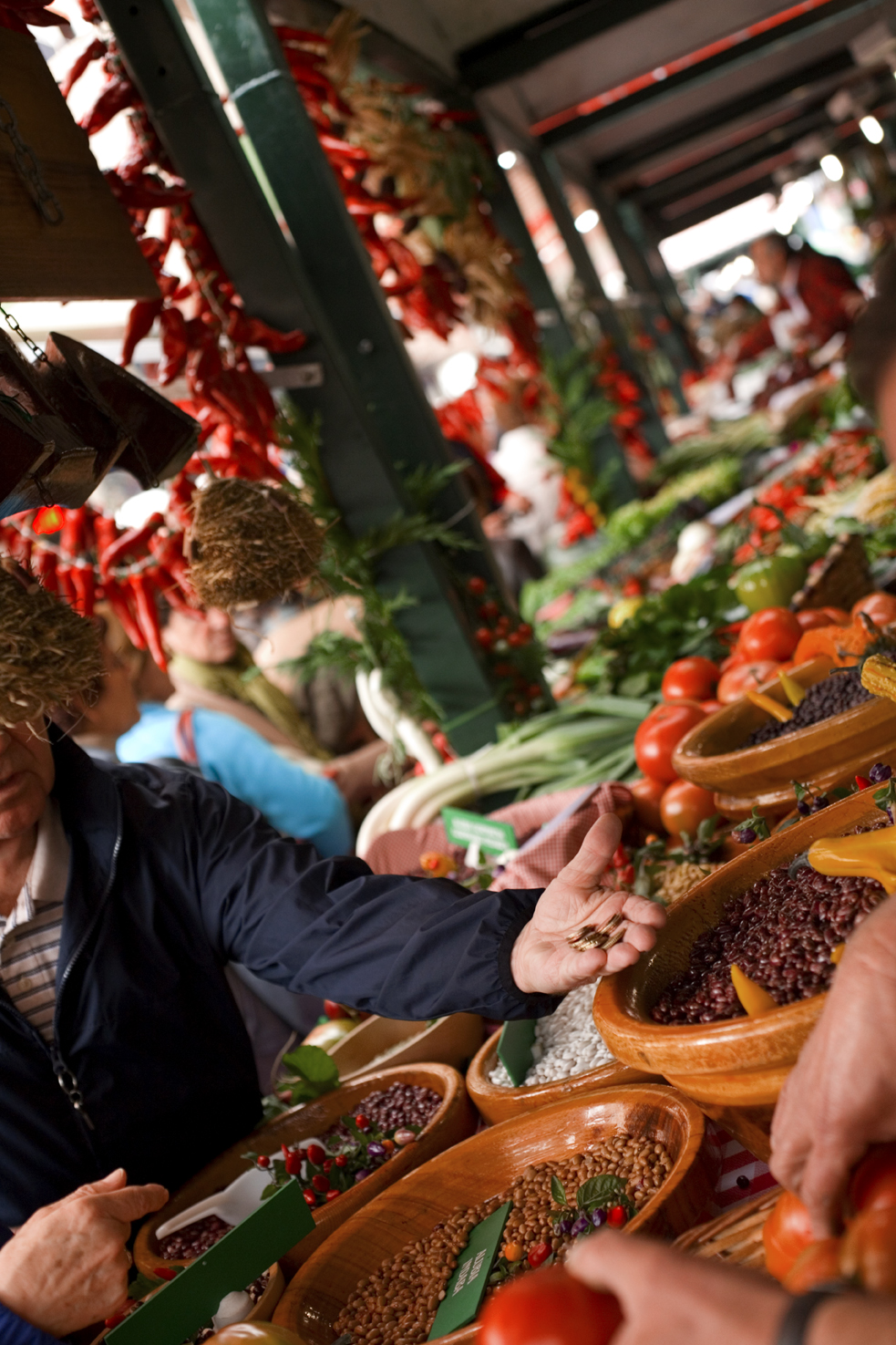
Mercado de Guernica

En Guernica hay un dicho popular que dice: Lunes gerniqués, golperik ez, en otras palabras, 'El lunes, ni golpe'. Hace décadas, el lunes de mercado era considerado un día de fiesta.
La gente que se acercaba a Guernica era no solo de la comarca sino de toda la provincia, y así, la villa estaba a rebosar. El día no se limitaba a comprar o vender en la feria, sino que incluía ir a comer a uno de los afamados restaurantes del pueblo y después disfrutar viendo un partido de pelota en el frontón. De hecho, este mercado de los lunes puede ser definido como un punto de encuentro entre sus habitantes, que sigue cumpliendo su función social como antiguamente, cuando la gente no tenía tantos medios para desplazarse y el lunes era aprovechado no solo para comprar y vender, sino para relacionarse.

### Deporte
Cesta punta
Un deporte, una fiesta, jai alai, que traducido al castellano significa 'fiesta alegre'. La cesta punta, considerada el deporte más rápido del mundo, figura en el Libro Guinness de los Récords, ya que la pelota puede llegar a superar los 300 km/h. Un frontón, el Guernica Jai Alai, es el frontón en activo más grande del mundo. Fue proyectado por Secundino Zuazo, uno de los arquitectos más significativos del siglo XX en España, e inaugurado en 1963. Sus características hacen que sea reconocido por los pelotaris como el mejor frontón del mundo.
Pelota mano

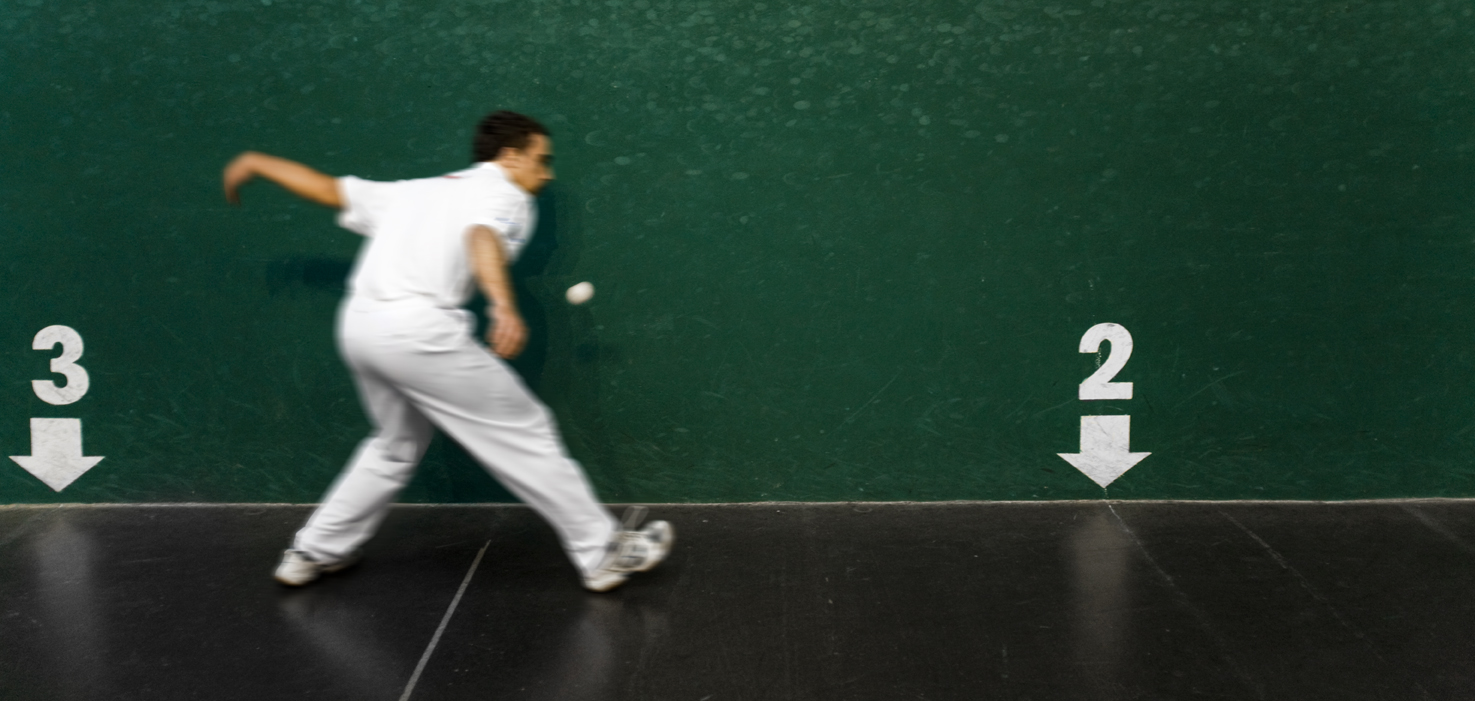
Frontón Santanape

El frontón Santanape acoge la modalidad de pelota más popular, la Esku pilota. El blanco inmaculado de los atuendos de los pelotaris contrasta con el verde de la cancha, donde rebotan las pelotas en una repetitiva melodía.

### Patrimonio

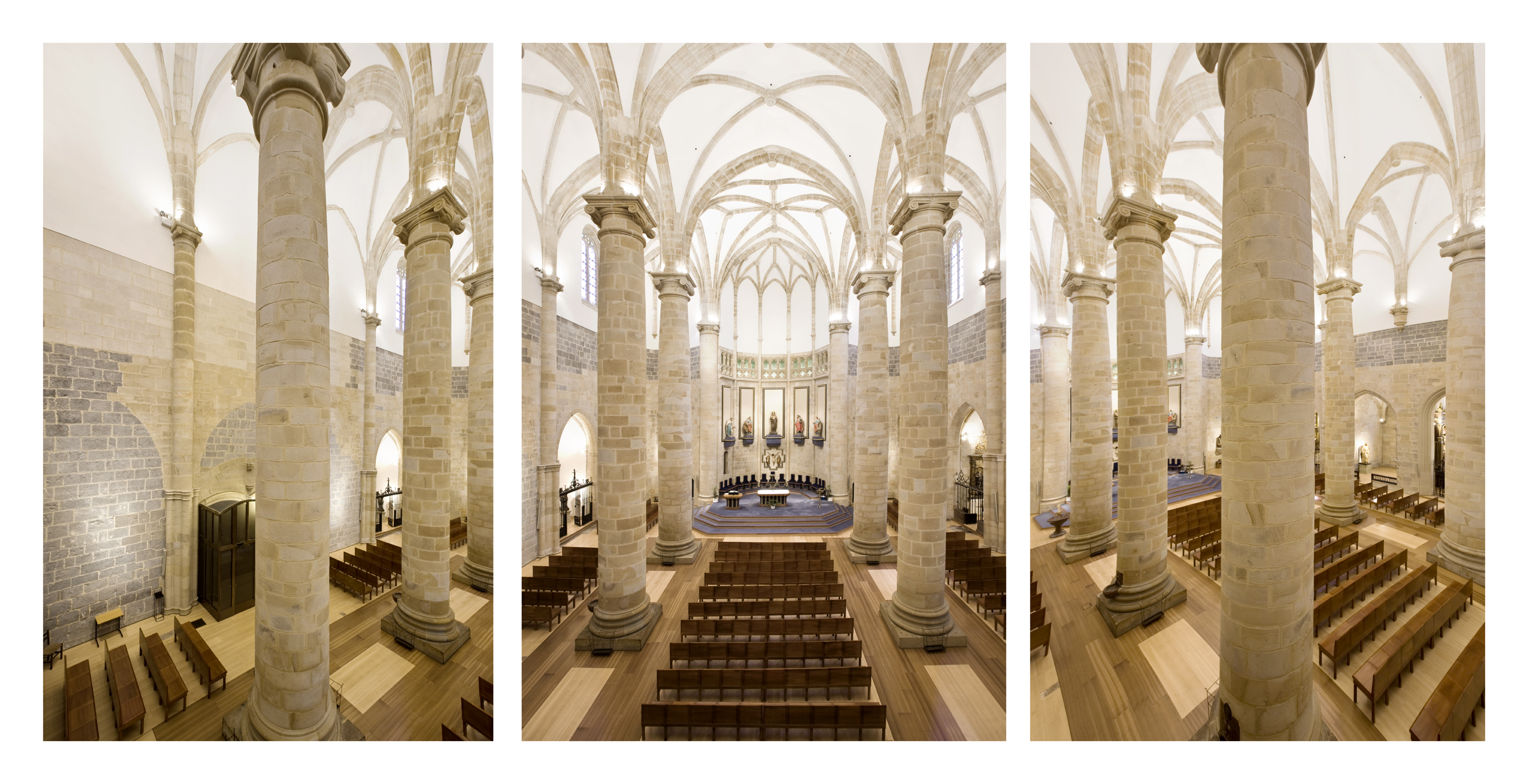
Iglesia de Santa María

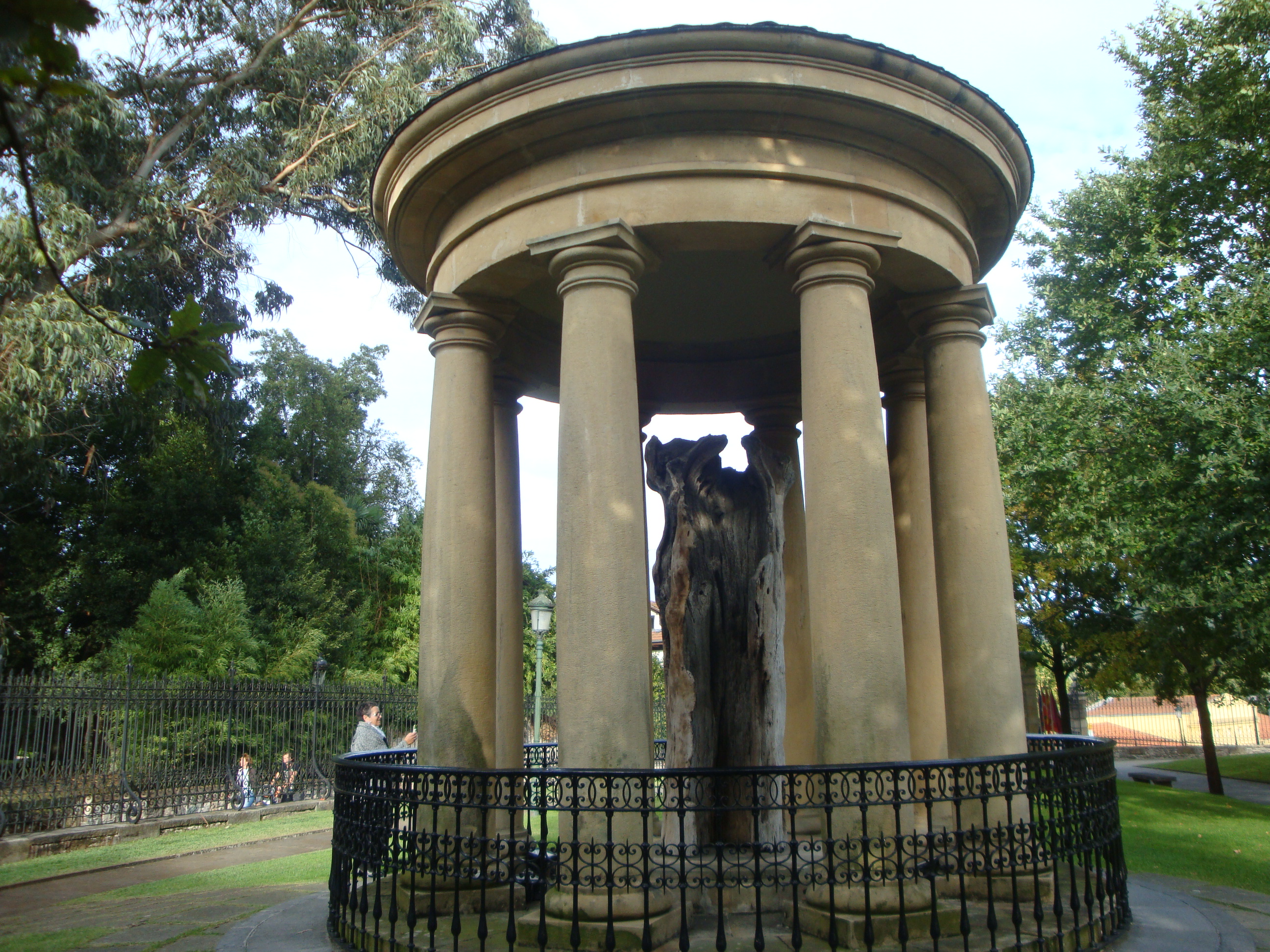
Antiguo árbol de Guernica

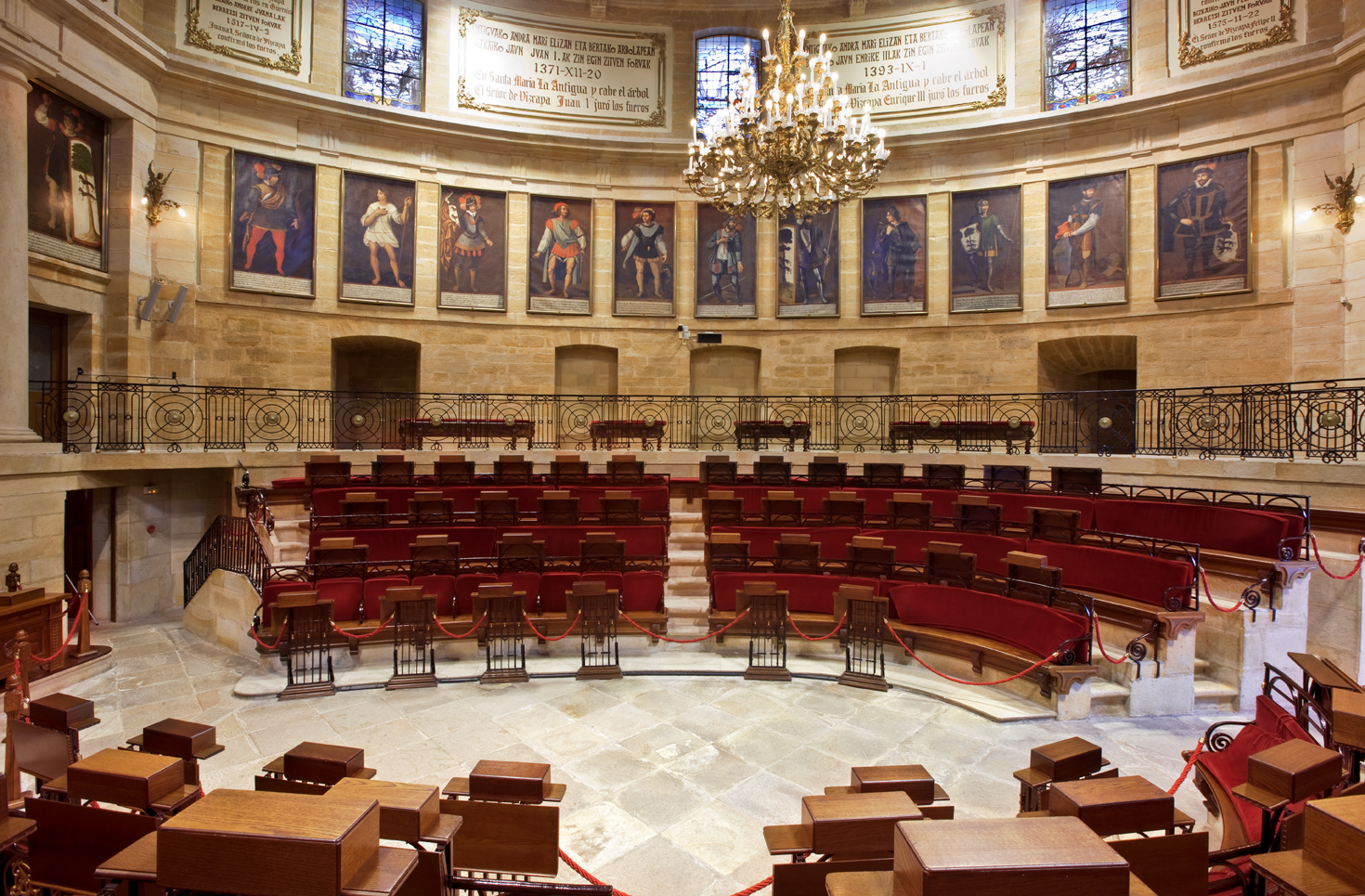
Casa de Juntas

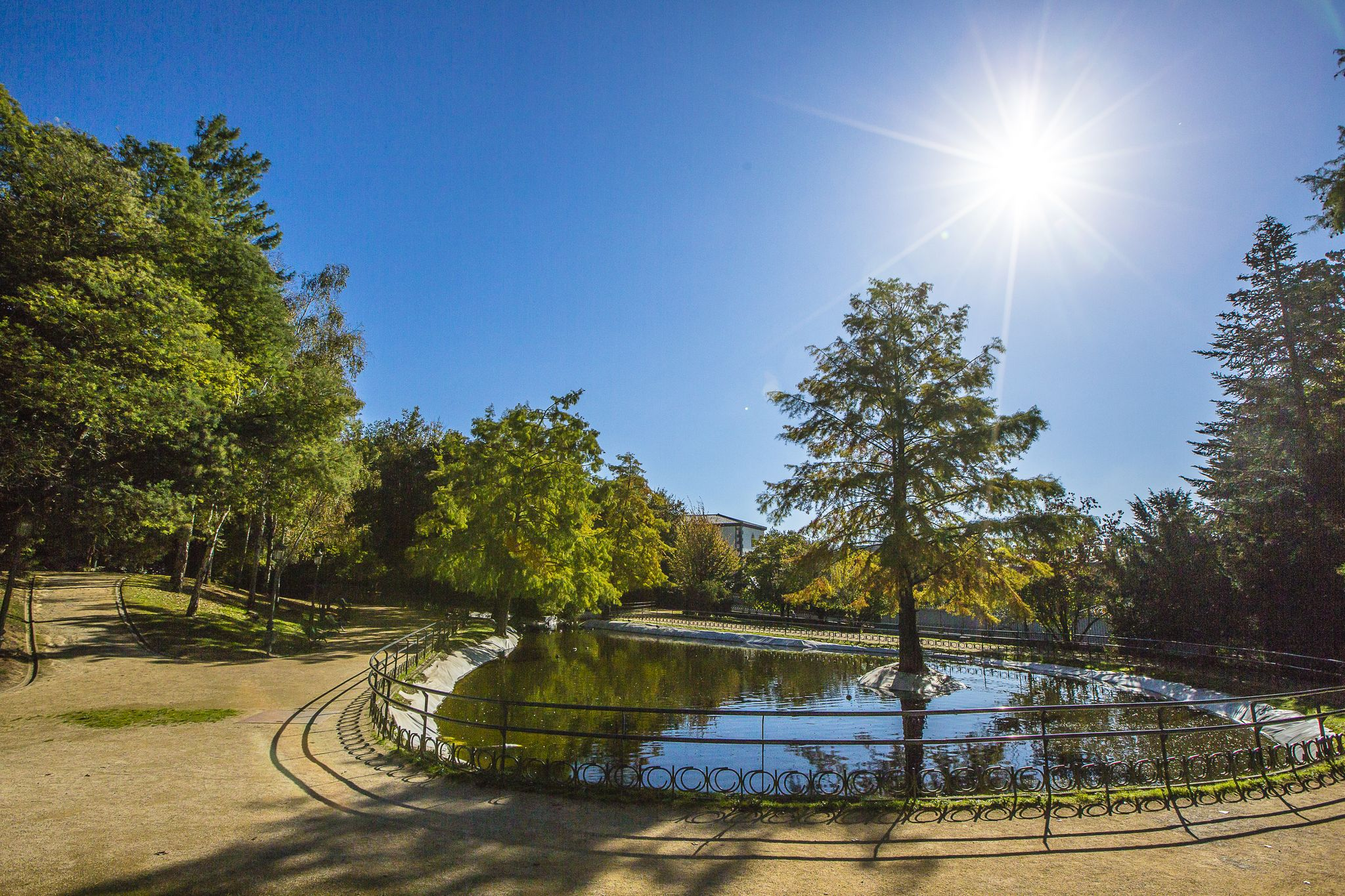
Parque de los Pueblos de Europa

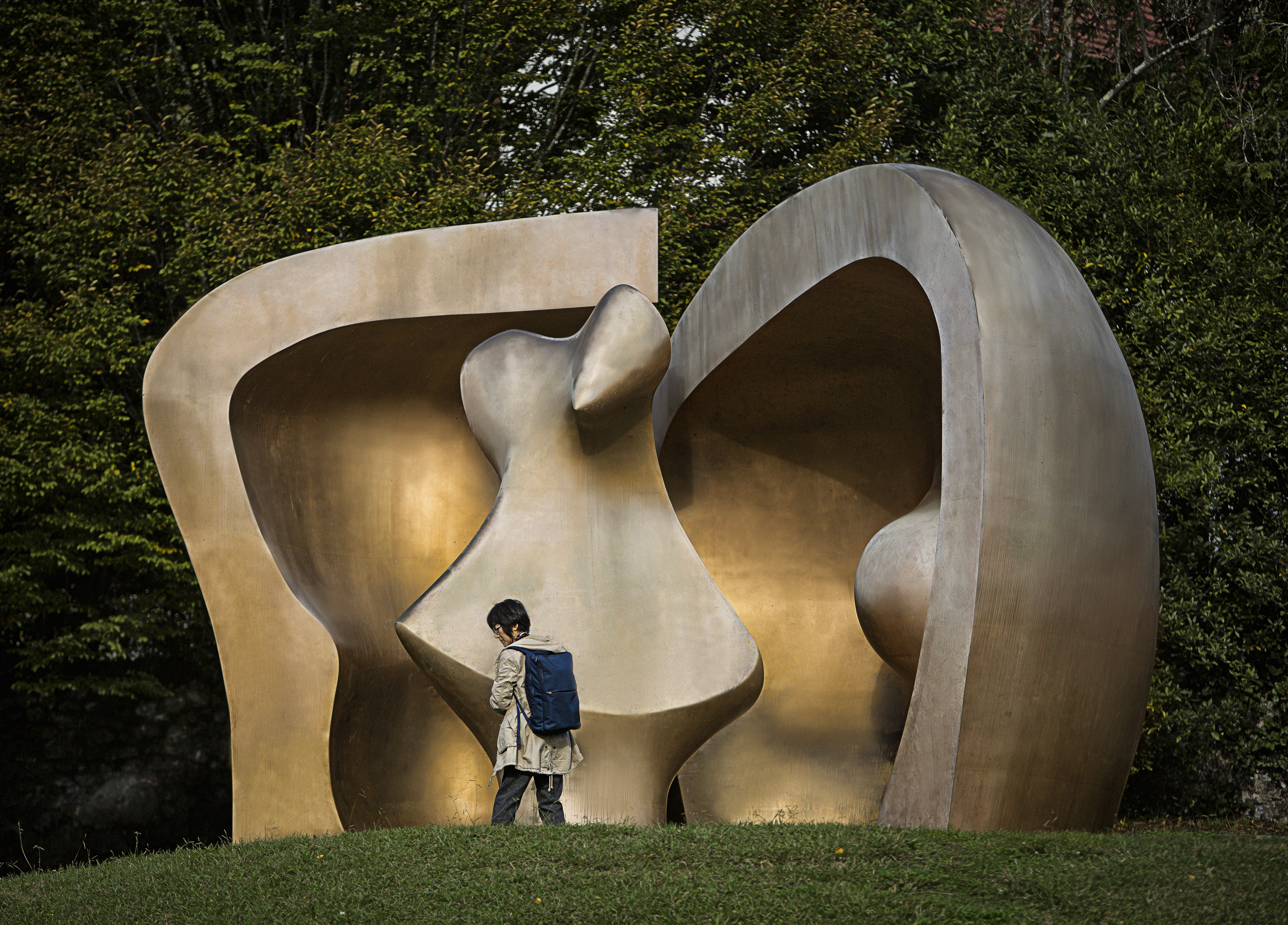
Large Figure in a Shelter

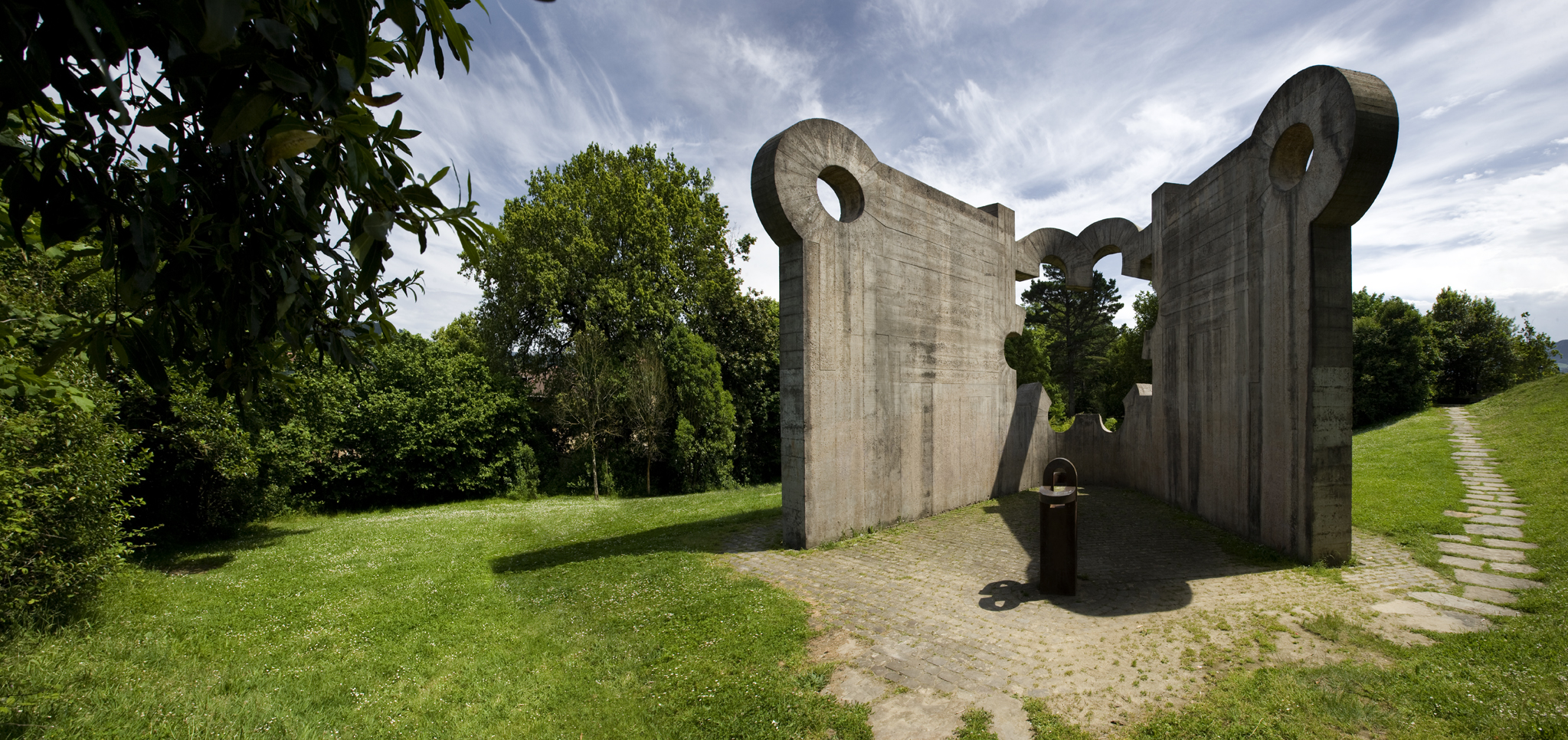
Escultura Gure Aitaren Etxea, obra de Eduardo Chillida

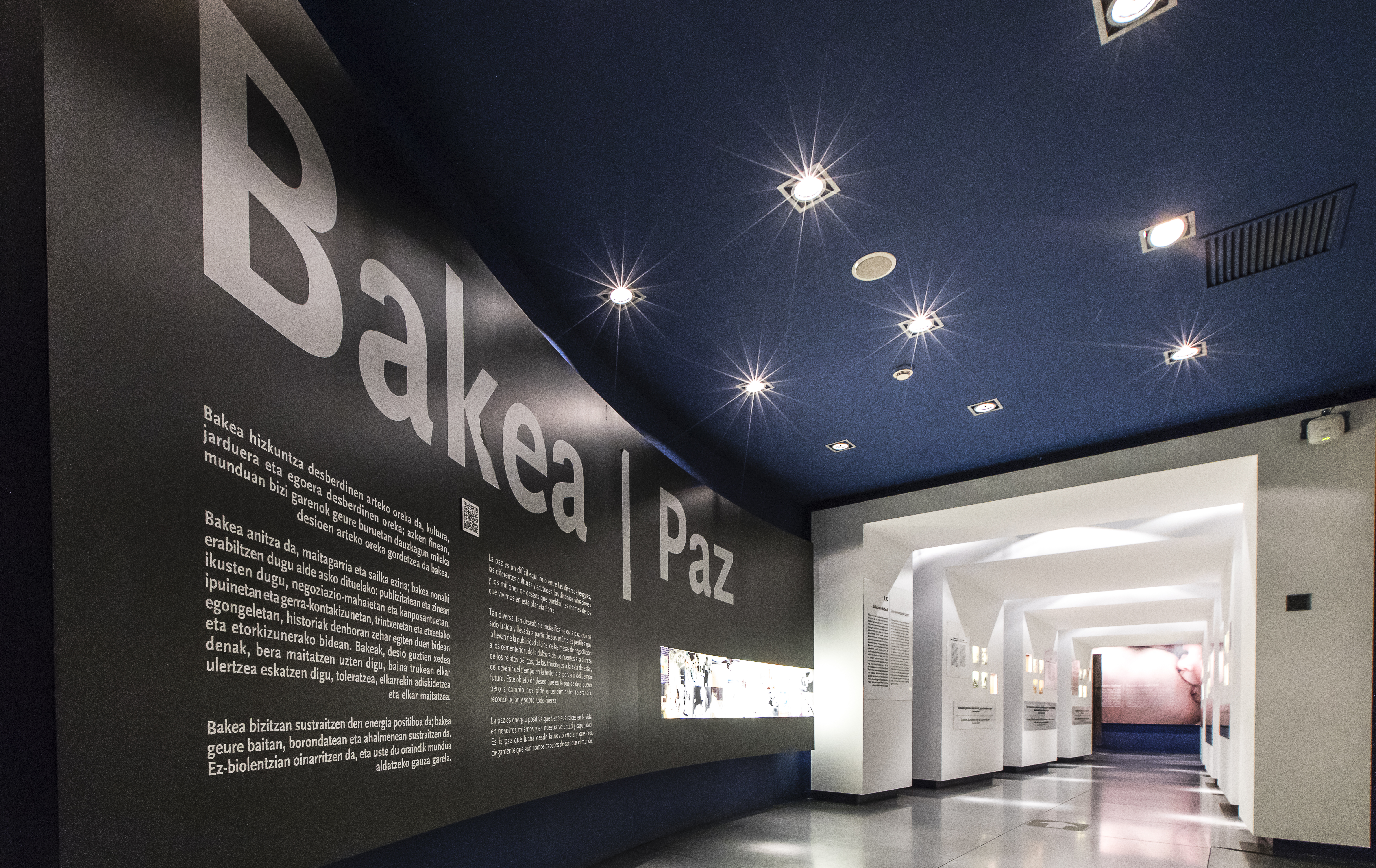
Museo de la Paz

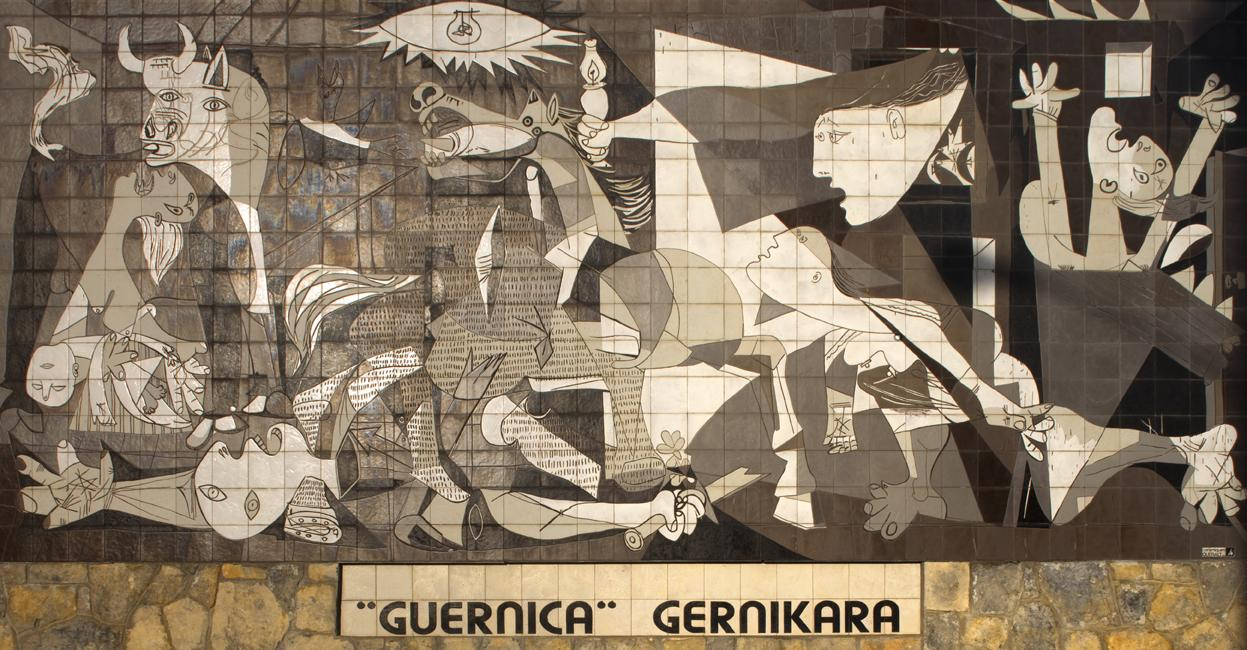
Mural del Guernica

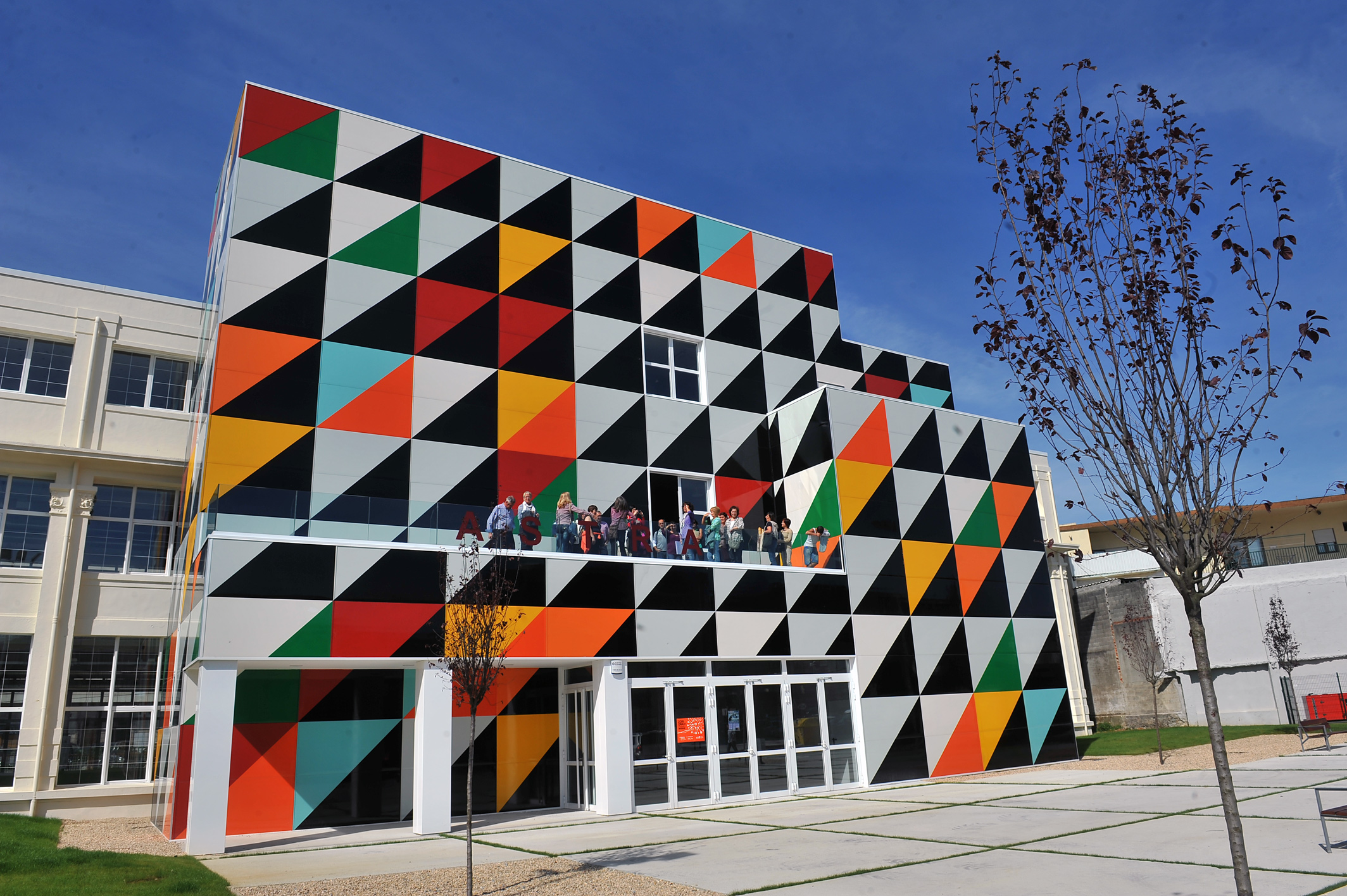
Antigua Fábrica Astra, actual Fábrica de Creación Cultural

- Iglesia parroquial de Santa María: uno de los mejores ejemplos del gótico vasco, está situada en la parte más alta de la villa. Su construcción data del año 1418, dentro del estilo gótico, aunque posteriormente sufrió diversas modificaciones; de hecho no se concluyó hasta el año 1715, época renacentista. Verano: consultar horario de visita en la oficina de turismo.
- Árbol de Guernica. Casa de Juntas de Guernica: construida en el siglo XIX (1826-1833) por Antonio de Echevarría en el más puro estilo neoclásico, el edificio cuenta como núcleo con la iglesia de Santa María la Antigua, actual salón de plenos de las Juntas Generales de Vizcaya.
- Parque de los Pueblos de Europa: alberga las esculturas Gure Aitaren Etxea, de Eduardo Chillida, y Gran figura en un refugio, de Henry Moore. Este parque, inaugurado en octubre de 1991, alberga una interesante variedad de árboles y arbustos en sus cuatro sectores claramente diferenciados en cuanto a estructura y composición. En el lado norte, donde se ubican las esculturas de Chillida y Henry Moore, se encuentra una vegetación arbórea abierta; al Este, por otra parte, se localizan los cuatro ecosistemas de la Euskadi Atlántica: hayedo, robledal, encinar y vegetación de la ribera. En la parte sur se encuentra el estanque y el resto del parque está ocupado por un jardín clásico.
- Large Figure in a Shelter (Gran figura en un refugio): en esta escultura, obra de 1986 de Henry Moore, confluye toda la creación temática y formal del artista inglés. Es la expresión más significativa del motivo interior/exterior. Está realizada en bronce fundido y pesa alrededor de 20 t.
- Gure Aitaren Etxea: obra del escultor Eduardo Chillida, se inauguró el 27 de abril de 1988, por encargo del Gobierno Vasco, para conmemorar el 50 Aniversario del Bombardeo de Guernica. El título de la obra significa La casa de nuestro padre. Es un monumento a la paz y está orientado hacia el árbol, símbolo de la tradición y de la historia de Guernica.
- Fundación Museo de la Paz de Gernika: museo sobre la historia del bombardeo de Gernika y sobre la cultura de paz. La exposición permanente gira en torno a 3 preguntas: 1-¿Qué es la paz? 2-¿Qué sucedió en Gernika el 26 de abril de 1937? 3-¿Cuál es la situación actual de la paz en el mundo?
- Museo Euskal Herria: sito en el palacio Alegría, fue reconstruido en su totalidad a mediados del siglo XVIII, sobre el antiguo solar, del que sólo se conservan una saetera y una ventana. En él se desarrollan las características propias del estilo barroco en el medio urbano: fachada con piedra de sillería, balconadas enrejadas y el escudo de la familia Allende Salazar. Hoy en día abre sus puertas como Museo Euskal Herria, museo etnográfico sobre la historia y cultura del País Vasco.
- Mural del Guernica: es una reproducción artesanal de la obra que representa con fidelidad la composición realizada por Pablo Picasso tras conocer el bombardeo de Guernica del 26 de abril de 1937. A la obra picassiana se le ha añadido en el borde inferior la inscripción Guernica Gernikara ('El Guernica a Guernica'), como lema del movimiento en favor de la ubicación de la obra original en la villa. Su presencia tiene el valor testimonial de una petición social.
- Frontón Jai Alai: Uno de los mejores frontones del mundo en activo. Construido en 1963 por el importante arquitecto Secundino Zuazo, es uno de los tres frontones más importantes de Euskadi en cesta punta. Tiene una capacidad de 1500 espectadores y alberga la escuela de cesta punta de Gernika, donde se forjarán los futuros pelotaris del municipio. Dispone de vestuarios, ascensor y toldos móviles que permiten separar espacios para la celebración de cualquier tipo de evento.
- Fábrica Astra: En la antigua fábrica de armas Astra, se producía la famosa pistola Astra. Ahora se ha transformado en una fábrica de creación cultural y delante se puede visitar el refugio antiaéreo construido para cobijar a los trabajadores de la fábrica durante el bombardeo de la villa.
- Refugio antiaéreo del Pasealeku: Recientemente restaurados, se pueden visitar dos de las 4 galerías excavadas bajo los arcos del Pasealeku ( en el interior del centro de la tercera edad de Gernika) Abiertos en horario del establecimiento. Inauguración el 26 de abril de 2018.
- Refugio antiaéreo de la fábrica TdG: Refugio construido a finales de 1936 para los trabajadores de la fábrica Talleres de Gernika, se ha recuperado para el 82 aniversario del bombardeo de Guernica, el 26 de abril de 2019.

#### Casa de Juntas y Árbol de Gernica
En un pequeño promontorio de la villa se encuentra la Casa de Juntas de Guernica con el simbólico Árbol de Guernica.
Una costumbre fuertemente enraizada entre los vascos era la de congregarse bajo un árbol, generalmente un roble, para decidir sobre los intereses de la comunidad, tradición bastante generalizada en la Europa medieval. Por lo que respecta a Vizcaya, cada territorialidad administrativa, denominada merindad, tenía su propio árbol.
Con el correr de los siglos se singularizó el Árbol de Guernica, que se encontraba en la anteiglesia de Luno, donde existía un paraje denominado Gernikazarra, con un robledal y una ermita. A la sombra de este árbol se redactaron las leyes vizcaínas hasta 1876, bajo los auspicios de todos los pueblos, que enviaban dos representantes, junteros, a las sesiones (Juntas Generales de Vizcaya).
Esta incipiente forma de democracia y respeto a la libertad fue glosada por el filósofo Rousseau,
el 2.º presidente de los Estados Unidos John Adams, el poeta William Wordsworth, el dramaturgo Tirso de Molina y el bardo Iparraguirre con su Gernikako arbola.
Después de que el señor de Vizcaya fuese rey de Castilla, antes de ser proclamados reyes castellanos tenían que acudir a Guernica para prestar «so el Árbol» el juramento de respetar los Fueros vizcaínos y de esta manera eran proclamados Señores de Vizcaya. Francisco de Mendieta recogió el juramento de los Fueros por el rey Fernando el Católico el 30 de julio de 1476 en un cuadro denominado popularmente El besamanos. El aspirante a rey Carlos de Borbón, durante las guerras carlistas, acudió a Guernica el 3 de julio de 1875 para jurar los Fueros. A lo largo del siglo XIX, las concentraciones en torno a la Casa de Juntas fueron muy frecuentes, tanto por las convocatorias a Juntas como por la celebración de actos políticos.
En la actualidad la Casa de Juntas es la sede de las Juntas Generales de Vizcaya y bajo el Árbol juran su cargo los presidentes (lehendakaris) del Gobierno Vasco.

## Ciudades hermanadas
- Berga, Cataluña, España (1986)
- Pforzheim, Alemania (1989)
- Boise, Idaho, Estados Unidos (1993)
- Irpín, Ucrania (2022)